# ベリエ・ヘルストレム

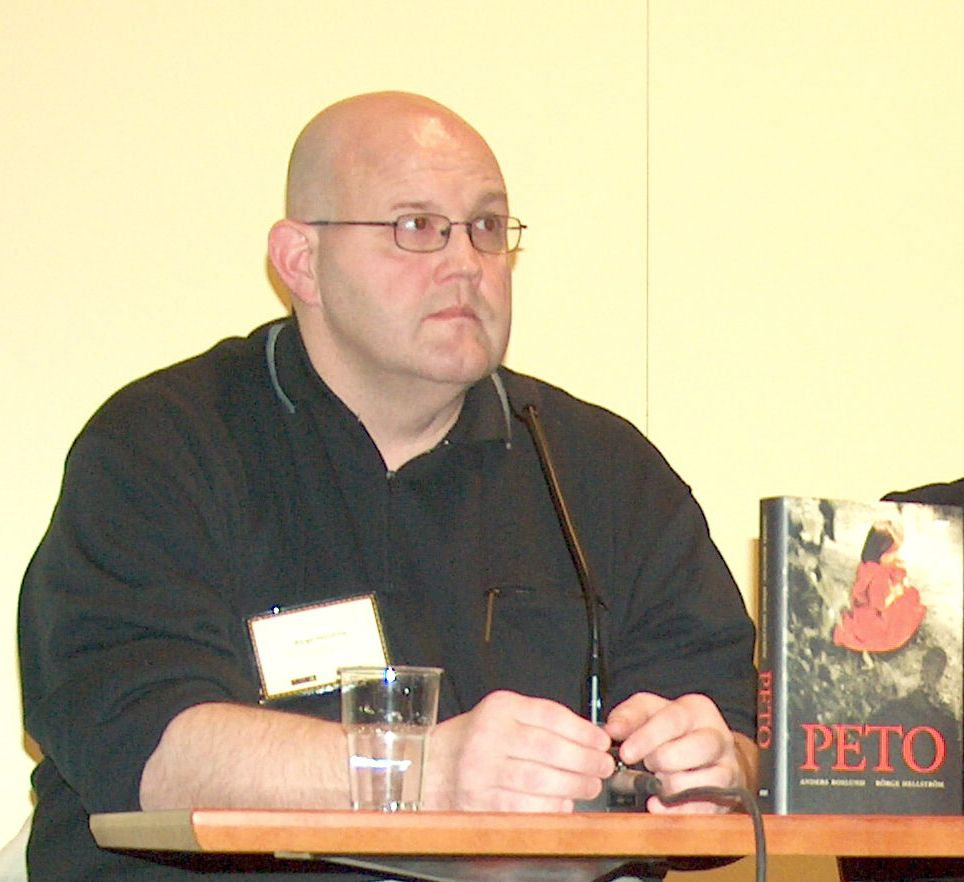
ヘルシンキにて（2004年10月）

ブリエ・ヘルストレム（Börge Hellström、1957年9月25日 - 2017年2月17日）は、スウェーデンの作家。ストックホルム郊外のグスタヴスベーリ (Gustavsberg) 出身。

## 経歴
刑事施設・更生施設の評論家。自身も犯罪者として服役した経験を持ち、犯罪の防止を目指す団体KRIS（Kriminellas Revansch I Samhället、犯罪者による社会への返礼の意）を設立する。
刑務所に関するドキュメンタリー番組制作のためにKRISを取材に訪れたアンデシュ・ルースルンドと出会い意気投合。
2004年、ルースルンドとの共著で処女作「制裁」を発表、第14回ガラスの鍵賞（最優秀北欧犯罪小説賞）を受賞した。
2017年2月17日、癌により59歳で死去。

## 作品
グレーンス警部&スンドクヴィスト警部補 シリーズ
ストックホルム市警のエーヴェルト・グレーンス警部とスヴェン・スンドクヴィスト警部補が活躍するシリーズ。アンデシュ・ルースルンドとの共著だが、ベリエ・ヘルストレムの死後はルースルンドが単独で書き続けている。
| # | 邦題         | 原題                         | 刊行年 | 刊行年月   | 訳者             | 出版社                   | ISBN                                                    | 備考                             |
| - | ------------ | ---------------------------- | ------ | ---------- | ---------------- | ------------------------ | ------------------------------------------------------- | -------------------------------- |
| 1 | 制裁         | Odjuret                      | 2004年 | 2007年6月  | ヘレンハルメ美穂 | ランダムハウス講談社文庫 | ISBN 978-4-270-10107-0                                  | アンデシュ・ルースルンドとの共著 |
| 1 | 制裁         | Odjuret                      | 2004年 | 2017年2月  | ヘレンハルメ美穂 | ハヤカワ・ミステリ文庫   | ISBN 978-4-15-182153-0                                  | アンデシュ・ルースルンドとの共著 |
| 2 | ボックス21   | Box 21                       | 2005年 | 2009年4月  | ヘレンハルメ美穂 | ランダムハウス講談社文庫 | ISBN 978-4-270-10286-2                                  | アンデシュ・ルースルンドとの共著 |
| 2 | ボックス21   | Box 21                       | 2005年 | 2017年11月 | ヘレンハルメ美穂 | ハヤカワ・ミステリ文庫   | ISBN 978-4-15-182154-7                                  | アンデシュ・ルースルンドとの共著 |
| 3 | 死刑囚       | Edward Finnigans upprättelse | 2006年 | 2011年1月  | ヘレンハルメ美穂 | RHブックス・プラス       | ISBN 978-4-270-10375-3                                  | アンデシュ・ルースルンドとの共著 |
| 3 | 死刑囚       | Edward Finnigans upprättelse | 2006年 | 2018年5月  | ヘレンハルメ美穂 | ハヤカワ・ミステリ文庫   | ISBN 978-4-15-182155-4                                  | アンデシュ・ルースルンドとの共著 |
| 4 | 地下道の少女 | Flickan under gatan          | 2007年 | 2019年2月  | ヘレンハルメ美穂 | ハヤカワ・ミステリ文庫   | ISBN 978-4-15-182158-5                                  | アンデシュ・ルースルンドとの共著 |
| 5 | 三秒間の死角 | Tre sekunder                 | 2009年 | 2013年10月 | ヘレンハルメ美穂 | 角川文庫                 | [上] ISBN 978-4-04-101073-0 [下] ISBN 978-4-04-101074-7 | アンデシュ・ルースルンドとの共著 |
| 6 |              | Två soldater                 | 2012年 |            |                  |                          |                                                         | アンデシュ・ルースルンドとの共著 |
| 7 | 三分間の空隙 | Tre minuter                  | 2016年 | 2020年8月  | ヘレンハルメ美穂 | ハヤカワ・ミステリ文庫   | [上] ISBN 978-4-15-182159-2 [下] ISBN 978-4-15-182160-8 | アンデシュ・ルースルンドとの共著 |